# 克里斯蒂亚娜·科若卡鲁
克里斯蒂亚娜·科若卡鲁（羅馬尼亞語：Cristieana Cojocaru，1962年1月2日—），罗马尼亚女子田径运动员。她曾代表罗马尼亚参加1984年夏季奥林匹克运动会田径比赛，获得女子400米栏铜牌。